# Olivia Guzmán
Olivia Guzmán es una escultora mexicana cuyo trabajo ha sido reconocido con la pertencia en el Salón de la Plástica Mexicana de México.
Guzmán comenzó sus estudios en la Academia de San Carlos en 1976, primero aprendiendo técnicas de óleo y acuarelas bajo la enseñanza de Hermilo Castañeda, y después a esculpir cerámicas y madera junto con otras técnicas de restauración y de aplicación de pan de oro en el Centro del Seguro Social en San Jerónimo bajo la enseñanza de Saúl Moreno y Cristina Molina. Terminó en la Escuela Nacional de Pintura, Escultura y Grabado "La Esmeralda" con Jorge de Santiago y consiguió su certificado como profesora de arte. Durante su carrera, Guzmán ha trabajado la arcilla, cemento, fibra de vidrio, resinas, bronce y mármol, con trabajos más recientes que involucran mármol astillado. Sus trabajos a menudo tienen un aspecto “roto” o “incompleto”, ya que algunas secciones no son refinadas o incluso faltan.
Su primera exhibición individual tuvo lugar en 1984 en la Universidad Autónoma Metropolitana, en el campus de Azcapotzalco. Desde entonces, ha tenido más de 42 exhibiciones individuales y sus obras han aparecido en más de 60 muestras colectivas. Algunos de los lugares mexicanos son el Salón de la Plástica Mexicana, la Universidad Autónoma del Estado de México, la Galería Omar Alonso en Puerto Vallarta, Polyforum Cultural Siqueiros, el Parque de las Naciones en Ciudad de México. También ha exhibido su obra internacionalmente en Corea del Sur, España y los Estados Unidos de América. Su obra se puede encontrar en colecciones individuales e institucionales en México e internacionalmente en países como los Estados Unidos, Canadá, Indonesia, Malta, Chile, las Islas Caimán, Suiza, Israel y Bulgaria.